# Église Saint-Médard de Marcy-sous-Marle
L'église Saint-Médard est une église située à Marcy-sous-Marle, en France.

## Localisation
L'église est située sur la commune de Marcy-sous-Marle, dans le département de l'Aisne.

## Historique
Le monument est inscrit au titre des monuments historiques en 1966.